# Nesria Traki
Nesria Traki, née le 8 mars 1972, est une judokate tunisienne.

## Carrière
Nesria Traki est médaillée d'or aux Jeux panarabes de 1997 (en moins de 61 kg) et aux championnats d'Afrique 1998 (en moins de 63 kg), aux Jeux panarabes de 1999 (en moins de 63 kg) et aux Jeux africains de 1999 (en moins de 63 kg).
Elle est médaillée d'argent aux championnats d'Afrique 1996 (en moins de 66 kg) et aux championnats d'Afrique 2000 (en moins de 63 kg).
Elle remporte la médaille de bronze aux Jeux africains de 1995 (en moins de 66 kg), aux Jeux méditerranéens de 1997 (en moins de 61 kg), aux Jeux africains de 1999 (en toutes catégories) et aux championnats d'Afrique 2000 (en toutes catégories).
Elle est éliminée en huitièmes de finale de la catégorie des moins de 70 kg des Jeux olympiques de 2000 par la Néerlandaise Edith Bosch.